# Bertram Ashburnham (4e comte d'Ashburnham)
Pour les articles homonymes, voir Bertram Ashburnham (homonymie) et Ashburnham (homonymie).
Bertram Ashburnham, 4e comte d'Ashburnham (23 novembre 1797 – 22 juin 1878) est un pair britannique. Il est le quatrième fils de George Ashburnham (3e comte d'Ashburnham). Quand son père meurt en 1830, il lui succède comme comte d'Ashburnham, vicomte de Saint-Asaph, et baron Ashburnham.
Il épouse Catherine Charlotte Baillie en 1840. Ils ont quatre filles et sept fils, dont Bertram Ashburnham (5e comte d'Ashburnham) (en), qui succède à son père en 1878, et Thomas Ashburnham (6e comte d'Ashburnham) (en), qui succède à son frère en 1913, lorsque ce dernier meurt sans fils.

## La bibliothèque Ashburnham
Le 4e comte d'Ashburnham est un bibliophile qui constitue une importante collection de livres imprimés et manuscrits et est connu comme « l'un des grands collectionneurs du XIXe siècle »:131. Ses incunables comprennent deux exemplaires de la Bible de Gutenberg et environ trente volumes qui ont été imprimés par William Caxton. Son héritier, le 5e comte, se sépare de la collection de livres dans une série de ventes aux enchères en 1897 et 1898, réalisant un total de 62 712 livres sterling (soit 1,7 million de francs-or) pour 4 075 lots vendus:132.
La plupart des manuscrits Ashburnham sont acquis par le biais de trois grands achats dans les années 1840. En 1847, il achète 1 923 manuscrits auprès de Guglielmo Libri. Ce dernier est un collectionneur et marchand qui a volé un grand nombre d'éléments de bibliothèques publiques françaises, alors qu'il a été employé pour créer un catalogue collectif des manuscrits présents dans les toutes les collections des bibliothèques de France. En 1845, Libri propose de vendre sa collection de manuscrits au British Museum. Frédéric Madden, directeur du département des manuscrits du musée, recommande l'achat, mais le Trésor britannique n'accorde pas les fonds nécessaires. Libri propose ensuite la collection à Lord Ashburnham, qui l'achète en mars 1847, pour 8 000 £. Parmi les pièces, figure un manuscrit enluminé du Pentateuque du VIIe siècle que Libri a dérobé à la bibliothèque municipale de Tours, où il est connu comme le Pentateuque de Tours. Après son acquisition par Lord Ashburnham, il est appelé le Ashburnham Pentateuque. La collection comprend également des manuscrits de Dante et des correspondances de Napoléon Bonaparte. En 1850, Libri, qui a fui en Angleterre, est condamné par contumace pour vol et recel par un tribunal français. Le gouvernement français demande à Ashburnham de restituer les manuscrits, offrant de rembourser le montant qu'il a payé, mais il refuse au motif qu'il croit que Libri est innocent et n'a pas bénéficié d'un procès équitable.
En mai 1849 Ashburnham achète une collection de 702 manuscrits auprès du collectionneur français Joseph Barrois pour 6 000 £. Paul Meyer, de la Bibliothèque nationale de France, peut alors visiter la bibliothèque de l'Ashburnham en 1865, ce qui le conduit à la découverte que sur 64 manuscrits du fonds Barrois, 33 éléments ont été volés à la Bibliothèque nationale, puis divisés.
Ashburnham n'est pas accusé ou soupçonné d'avoir sciemment acheté les biens volés. Il concède finalement, devant les éléments de preuve mis en avant par Paul Meyer et Léopold Delisle de la Bibliothèque nationale, que certains des manuscrits Libri et Barrois ont été volés, mais il refuse de les restituer à leurs propriétaires légitimes.
En 1849 Ashburnham achète une collection de 996 manuscrits de la bibliothèque de Stowe House. Il paie 8 000 £ pour le tout ; les lots sont catalogués en préparation de la vente aux enchères publiques après la faillite du 2e duc de Buckingham et de Chandos. Les manuscrits restants dans la collection Ashburnham sont acquis individuellement et sont identifiés comme les annexes de la collection.
Après la mort du 4e comte en 1878, le 5e comte d'Ashburnham décide de se séparer des collections de manuscrits, au cours d'une série de ventes s'étalant sur plus de vingt ans, jusqu'en 1901, avec la vente de la dernière partie de la collection Barrois.